# Gran Premio de Valonia 2021
La 61.ª edición de la clásica ciclista Gran Premio de Valonia fue una carrera en Bélgica que se celebró el 15 de septiembre de 2021 sobre un recorrido de 208,1 kilómetros con inicio en la ciudad de Aywaille y final en la cuidadela de la ciudad de Namur.
La carrera formó parte del UCI ProSeries 2021, dentro de la categoría 1.Pro, y fue ganada por el francés Christophe Laporte del Cofidis, Solutions Crédits. Completaron el podio, como segundo y tercer clasificado respectivamente, el también francés Warren Barguil del Arkéa Samsic y el belga Tosh Van der Sande del Lotto Soudal.

## Equipos participantes
Tomaron parte en la carrera 20 equipos: 9 de categoría UCI WorldTeam, 7 de categoría UCI ProTeam y 4 de categoría Continental. Formaron así un pelotón de 135 ciclistas de los que acabaron 89. Los equipos participantes fueron:
| WorldTeams (9)- Israel Start-Up Nation - AG2R Citroën Team - Bora-Hansgrohe - Cofidis - EF Education-Nippo - Intermarché-Wanty-Gobert Matériaux - Lotto Soudal - Team DSM - Qhubeka NextHash ProTeams (7)- Alpecin-Fenix - B&B Hotels p/b KTM - Bingoal Pauwels Sauces WB - Sport Vlaanderen-Baloise - Arkéa-Samsic - TotalEnergies - Uno-X Pro Cycling Team Equipos continentales (4)- Hagens Berman Axeon - Riwal - Tarteletto-Isorex - Xelliss-Roubaix Lille Métropole |
| |

## Clasificación final
- Las clasificaciones finalizaron de la siguiente forma:[4]

| \| Clasificación general \| Clasificación general \| Clasificación general \| Clasificación general \| Clasificación general \| \| Ciclista \| Ciclista \| Equipo \| Tiempo \| \| \| --------------------- \| --------------------- \| ---------------------- \| --------------------- \| --------------------- \| \| 1.º \| Christophe Laporte \| Cofidis \| 4 h 59 min 57 s \| \| \| 2.º \| Warren Barguil \| Arkéa-Samsic \| + 0 s \| \| \| 3.º \| Tosh Van der Sande \| Lotto-Soudal \| + 0 s \| \| \| 4.º \| Dorian Godon \| AG2R Citroën Team \| + 0 s \| \| \| 5.º \| Gianni Vermeersch \| Alpecin-Fenix \| + 0 s \| \| \| 6.º \| Rasmus Tiller \| Uno-X Pro Cycling Team \| + 0 s \| \| \| 7.º \| Patrick Konrad \| Bora-Hansgrohe \| + 0 s \| \| \| 8.º \| Tom Van Asbroeck \| Israel Start-Up Nation \| + 0 s \| \| \| 9.º \| Tiesj Benoot \| Team DSM \| + 0 s \| \| \| 10.º \| Dimitri Claeys \| Qhubeka NextHash \| + 0 s \| \| |                    |                        |                 |
| |                    |                        |                 |
| Fuente: ProCyclingStats |                    |                        |                 |
| Clasificación general |                    |                        |                 |
| Ciclista | Ciclista           | Equipo                 | Tiempo          |
| 1.º | Christophe Laporte | Cofidis                | 4 h 59 min 57 s |
| 2.º | Warren Barguil     | Arkéa-Samsic           | + 0 s           |
| 3.º | Tosh Van der Sande | Lotto-Soudal           | + 0 s           |
| 4.º | Dorian Godon       | AG2R Citroën Team      | + 0 s           |
| 5.º | Gianni Vermeersch  | Alpecin-Fenix          | + 0 s           |
| 6.º | Rasmus Tiller      | Uno-X Pro Cycling Team | + 0 s           |
| 7.º | Patrick Konrad     | Bora-Hansgrohe         | + 0 s           |
| 8.º | Tom Van Asbroeck   | Israel Start-Up Nation | + 0 s           |
| 9.º | Tiesj Benoot       | Team DSM               | + 0 s           |
| 10.º | Dimitri Claeys     | Qhubeka NextHash       | + 0 s           |

## UCI World Ranking
El Gran Premio de Valonia otorgó puntos para el UCI World Ranking para corredores de los equipos en las categorías UCI WorldTeam, UCI ProTeam y Continental. Las siguientes tablas muestran el baremo de puntuación y los 10 corredores que obtuvieron más puntos:
| Posición              | 1.º | 2.º | 3.º | 4.º | 5.º | 6.º | 7.º | 8.º | 9.º | 10.º | 11.º | 12.º | 13.º | 14.º | 15.º | 16.º-30.º | 31.º-40.º |
| Clasificación general | 200 | 150 | 125 | 100 | 85  | 70  | 60  | 50  | 40  | 35   | 30   | 25   | 20   | 15   | 10   | 5         | 3         |

| Clasificación |                    |                            |         |
| Posición      | Ciclista           | Equipo                     | General |
| ------------- | ------------------ | -------------------------- | ------- |
| 1.º           | Christophe Laporte | Cofidis, Solutions Crédits | 200     |
| 2.º           | Warren Barguil     | Arkéa Samsic               | 150     |
| 3.º           | Tosh Van der Sande | Lotto Soudal               | 125     |
| 4.º           | Dorian Godon       | AG2R Citroën               | 100     |
| 5.º           | Gianni Vermeersch  | Alpecin-Fenix              | 85      |
| 6.º           | Rasmus Tiller      | Uno-X                      | 70      |
| 7.º           | Patrick Konrad     | Bora-Hansgrohe             | 60      |
| 8.º           | Tom Van Asbroeck   | Israel Start-Up Nation     | 50      |
| 9.º           | Tiesj Benoot       | DSM                        | 40      |
| 10.º          | Dimitri Claeys     | Qhubeka NextHash           | 35      |